# Häxsabbat

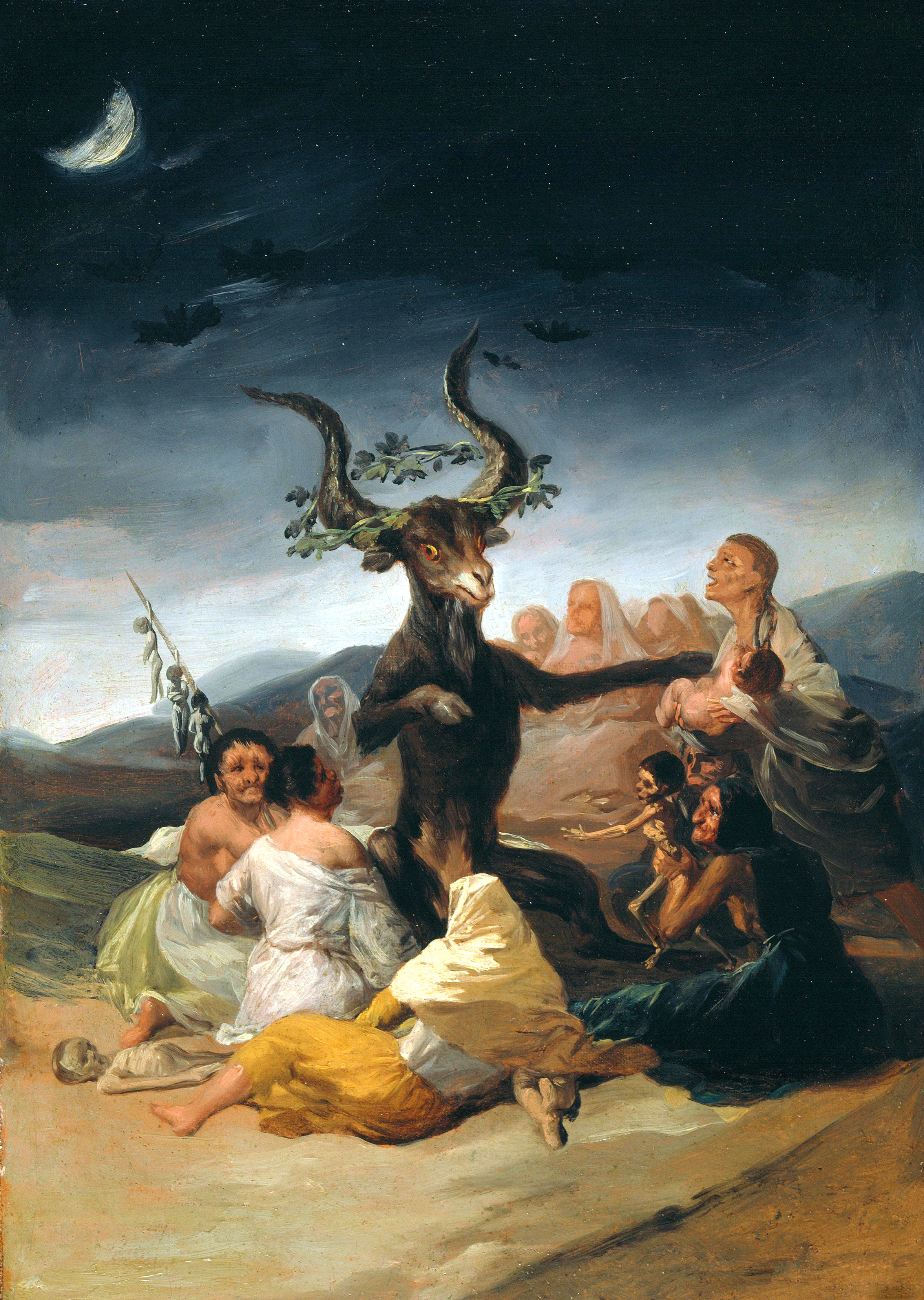
Häxsabbaten är en målning av Francisco de Goya från 1797–1798.

En häxsabbat är i västerländsk folktro en högtid som häxor firar med djävulen. I häxprocesserna under senmedeltid och tidigmodern tid förekom berättelser om häxsabbater där häxor och trollkarlar regelbundet sammanträffade med Djävulen. Dessa möten uppgavs äga rum på olika platser beroende på land. I Sverige påstods de äga rum på Blåkulla på skärtorsdagen.